# Massagestoel
Een massagestoel  is een stoel waarin men plaats neemt om te kunnen worden gemasseerd, hetzij door een masseur, hetzij gemechaniseerd.
Voor het geven van een massage zijn speciale stoelen ontworpen waarop de persoon die gemasseerd gaat worden, plaatsneemt.
De functie is vergelijkbaar met die van een massagetafel, met dit verschil dat de massee zit in plaats van ligt. In de praktijk is er tevens het verschil dat men op de massagestoel gewoonlijk gekleed plaats neemt.
Er zijn twee categorieën massagestoelen:

## Traditionele massagestoelen
Deze stoelvorm wordt gebruikt bij handmatige massage door een masseur; zo'n soort massage wordt stoelmassage genoemd.
Massagestoelen lopen uiteen qua functionaliteit en comfort, maar in het algemeen zijn ze instelbaar op de lichaamsbouw en eventuele voorkeuren van de massee.
Een massagestoel kan op een vaste plek zijn opgesteld, maar in de meeste gevallen zijn ze transporteerbaar. Daardoor zijn stoelmasseurs heel mobiel, en kunnen ze hun diensten 'op locatie' (bijvoorbeeld: werkplekken binnen bedrijven) komen verrichten.

## Automatische of robotmassagestoelen
Een automatische massagestoel is een speciale stoel waarmee degene die erin gaat zitten wordt gemasseerd door elektronisch aangestuurde, mechanisch bewegende elementen. Dit kan variëren van rug-, heup- en beenmassage tot aan hoofd- en voetreflexmassage. Ook armmassage is mogelijk voor het tegengaan van RSI. Sinds de jaren 90 wordt ook gebruikgemaakt van speciale airbags die, door druk op en af te bouwen, een knijpende en masserende werking hebben. Tegenwoordig zitten er in de topmassagestoelen tot wel honderd airbags. Hoewel in Europa nog relatief onbekend, is de massagestoel al sinds de jaren 50 in Japan bekend (Inada). Elektrische massagestoelen geven een steeds betere massage, en lijkt steeds meer op een massage van een persoonlijke masseur. De bloedsomloop wordt goed gestimuleerd.

## Innovaties en technologie
Moderne massagestoelen hebben zich sterk ontwikkeld door de integratie van geavanceerde technologieën. Naast basisfuncties zoals vibratiemassage en mechanische rollers, maken recente innovaties een meer gepersonaliseerde en effectieve massage mogelijk.

#### AI-tracking en gepersonaliseerde massageprogramma’s
Recente massagestoelen maken gebruik van kunstmatige intelligentie (AI) om massages aan te passen op basis van het gebruikspatroon van de gebruiker. Deze technologie analyseert eerdere massages en past automatisch de druk, snelheid en technieken aan om de massage-ervaring te optimaliseren. Sommige modellen kunnen subtiele veranderingen in spierspanning of ademhaling detecteren en hierop anticiperen door een specifiek massageprogramma te kiezen.

#### Health tracker en lichaamsscan
Een andere technologische innovatie is de health tracker, die vóór de massage een analyse maakt van de fysieke gesteldheid van de gebruiker. Dit gebeurt door middel van sensoren die de spanning in de spieren meten en deze visualiseren op een display. Op basis van deze scan stelt de massagestoel een op maat gemaakt programma voor, gericht op de specifieke behoeften van dat moment. Hierbij wordt rekening gehouden met spierspanning, lichaamshouding en soms zelfs ademhalingsritme of hartslag.

#### Zero Gravity-technologie
Veel moderne massagestoelen zijn uitgerust met Zero Gravity-technologie, een positie waarbij de gebruiker in een houding wordt geplaatst die de druk op de wervelkolom en gewrichten minimaliseert. Deze technologie, oorspronkelijk ontwikkeld door NASA, zorgt ervoor dat het lichaamsgewicht gelijkmatig wordt verdeeld, waardoor de spieren en gewrichten minder worden belast en de bloedcirculatie wordt verbeterd.

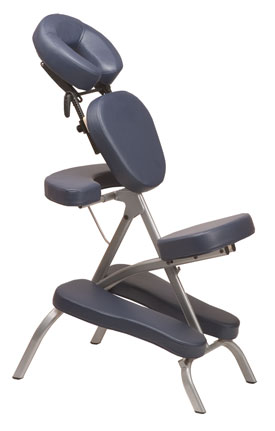
Traditionele massagestoel
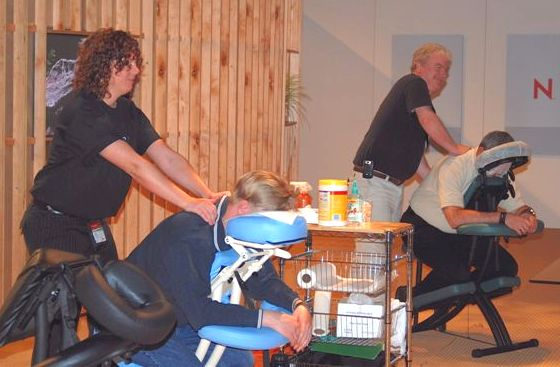
Gebruik van massagestoel
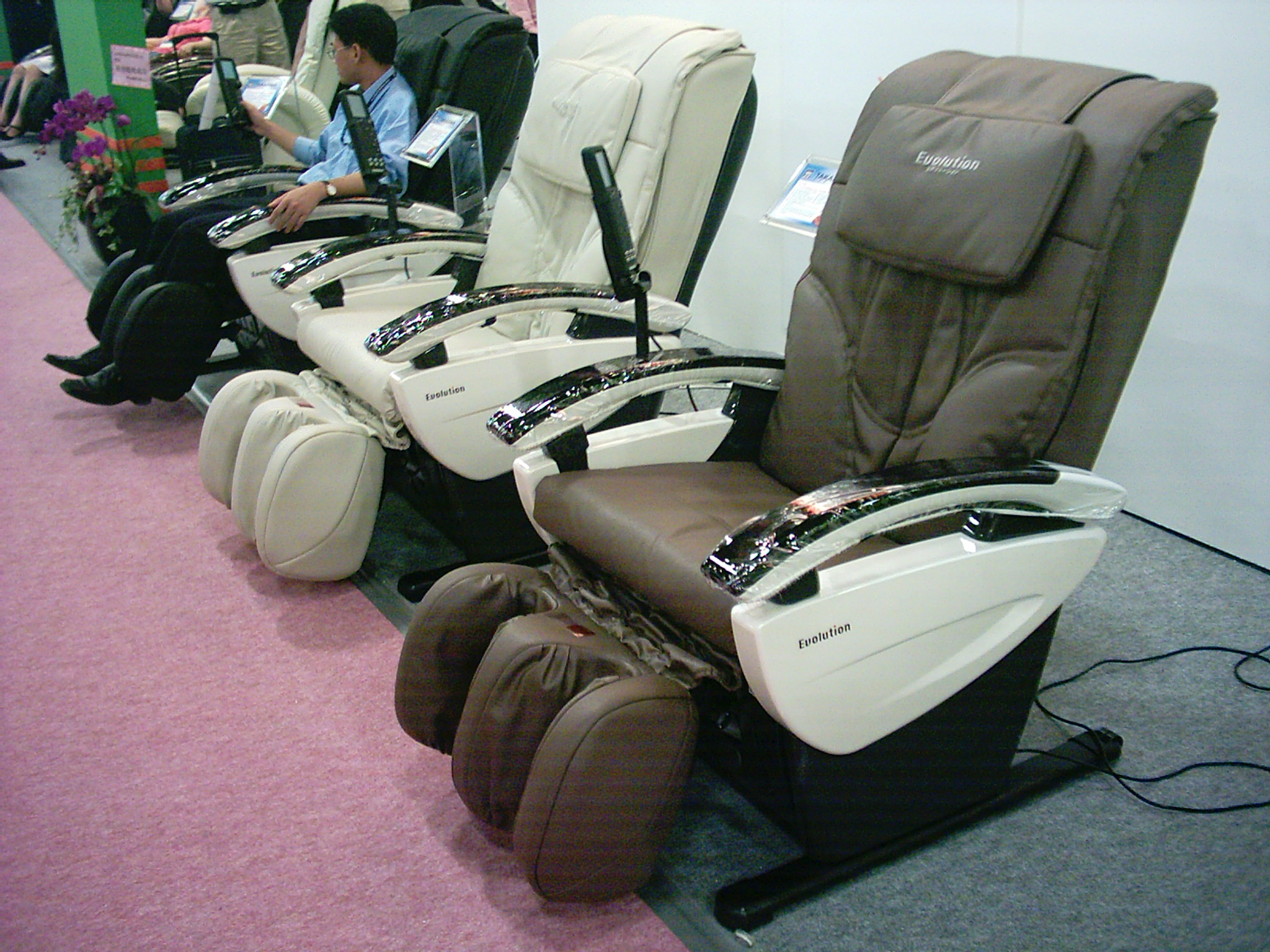
Automatische massagestoel

## Voetnoot[2]
1. ↑  massee: degene die wordt gemasseerd
2. ↑  Innovaties in massagestoelen: AI tracking. ervaarrust.nl. Geraadpleegd op 8 februari 2025.